# 南湖 (唐山)

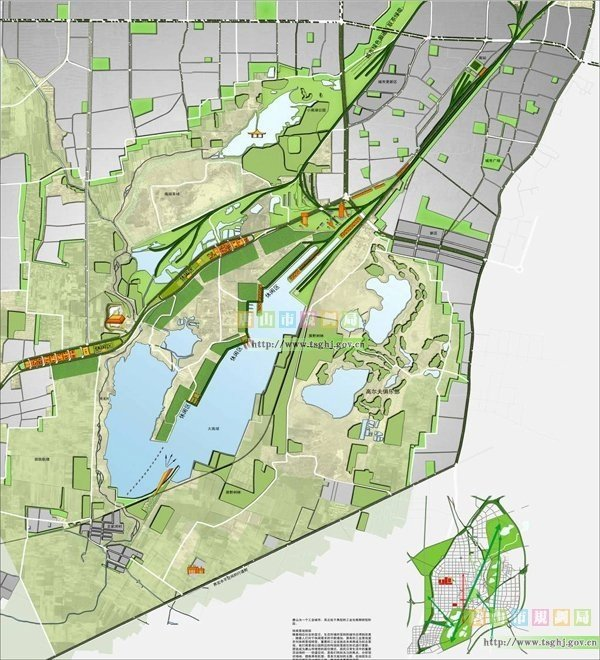
2008年的南湖规划

唐山南湖，全称唐山南湖城市中央生态公园，位于中国河北省唐山市路南区，是唐山著名景区，2016年世界园艺博览会举办地。唐山南湖分为多个子湖，在津山铁路北侧，从北至南依次为桃花潭、龙泉湾、青龙泽、将军淀和含烟渡；在津山铁路南侧，从北至南依次为天鹅湖、雁鸭湖和荷花淀。其中桃花潭的开发早于其他子湖，因此在唐山地区又被称为“老南湖”、“小南湖”；其他子湖又被称为“大南湖”。

## 历史
唐山南湖原址为开滦煤炭矿区，采矿后地面沉降，地下水上渗，被市民称作“南大洼”。1976年唐山大地震的破坏加剧了沉降地的塌陷。1996年起，政府开始对沉降区进行绿化治理。2008年3月1日，南湖城市中央生态公园开建，并于2009年5月1日开园迎客，并于同年被评为国家4A级旅游景区。2016年，世界园艺博览会在此举办。世园会结束后，南湖于2018年4月15日起免费对外开放。2024年2月6日升格为国家5A级旅游景区。

## 获奖
唐山南部采沉区生态建设项目多次获奖。
- 2001年获河北省“人居环境奖”
- 2002年获“中国人居环境范例奖”
- 2004年7月获“迪拜国际改善居住环境最佳范例奖”

## 图集

桃花潭
龙泉湾
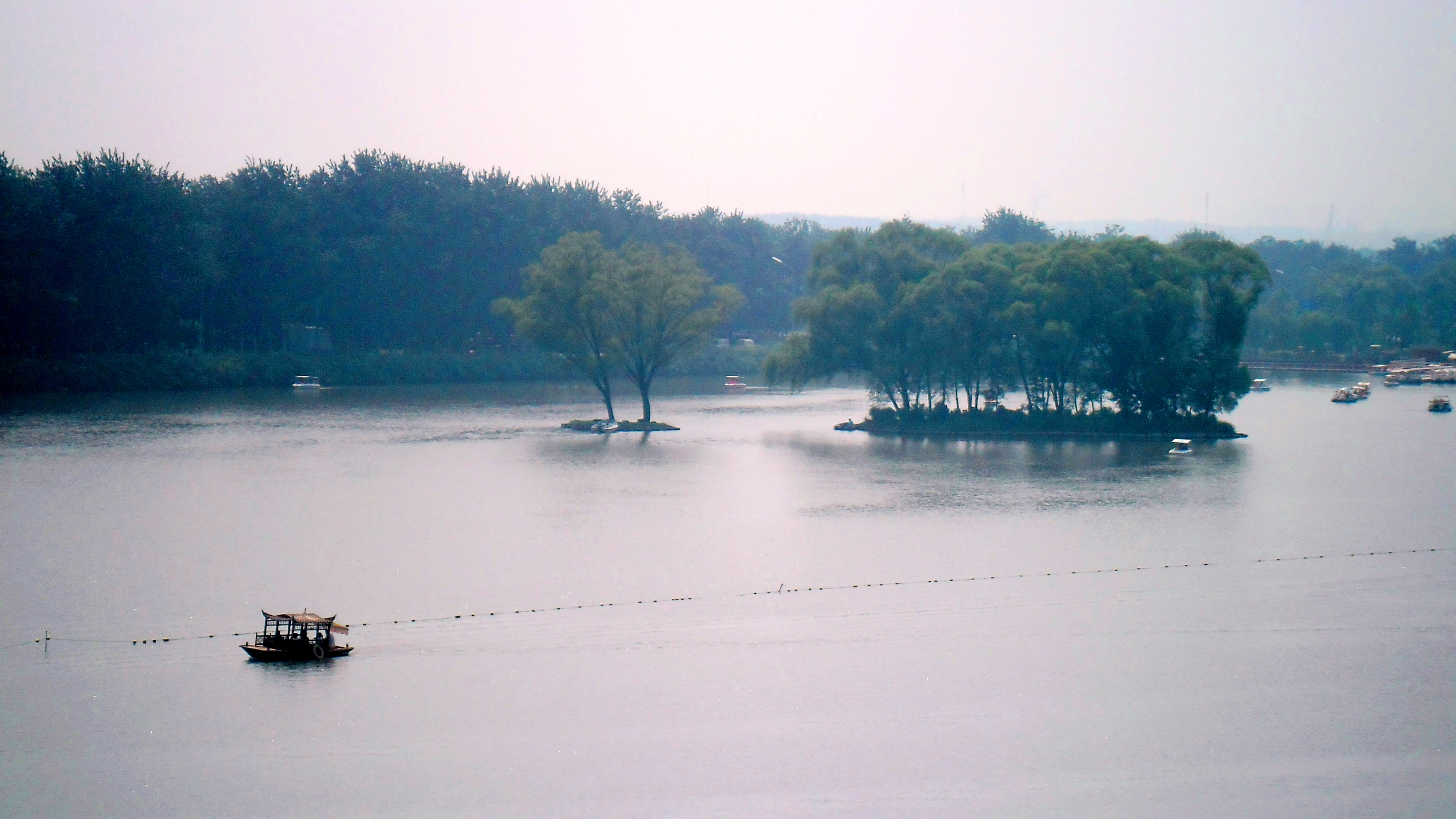
龙泉湾
青龙泽